# Södertälje
 Södertälje (?·pàg.) és una localitat i seu del municipi homònim situada a uns 30 quilòmetres al sud d'Estocolm (Suècia). Amb els seus 81.791 habitants (cens del 2007), és la segona àrea urbana més poblada de la província de Södermanland i la quinzena més poblada de Suècia. Södertälje es troba entre Strängnäs, Estocolm i Nyköping on el llac Mälaren es connecta amb el mar Bàltic a través de la resclosa del canal de Södertälje. Un fet notable és la seva gran afluència de refugiats assiris provinents de l'Iraq. També és la llar del fabricant de camions Scania.

## Història
El nom Telje s'esmenta al segle xi. Per tal de resoldre un conflicte de noms amb una altra ciutat que fundada al nord d'Estocolm al segle xvii, es va afegir Söder (sud) per tal de crear Södertälje. A l'altra ciutat se li va afegir Norr per formar Norrtälje. Degut a la Gran Guerra del Nord i a una sèrie d'epidèmies de pesta bubònica la població de la ciutat es va reduir fins a uns 200 habitants.

## Demografia
Al voltant d'un 40% dels habitant són d'origen estranger, i aquesta proporció actualment s'incrementa en un 1,5% cada any. El 35% dels habitants són assiris, que professen la religió cristiana. Les llengües més parlades a Södertälje, a part del suec, que és la llengua nacional, són el siríac-aramaic i l'àrab. En menor mesura, turc, finès i serbi també són relativament comuns com a segona llengua. i hi ha altres comunitat d'immigrants que tenen com a procedència Finlàndia, Iugoslàvia i Xile.
Des de la dècada de 1970 la ciutat té més de 22.000 habitants assiris, amb una població considerable als districtes de Geneta, Hovsjö i Ronna. Des de l'any 2000, molts refugiats iraquians han arribat a Södertälje, més que els que han rebut els Estats Units i el Canadà junts.
Södertälje també té el grup més gran d'assiris en comparació amb qualsevulla altra ciutat europea, amb més de 22.000 assiris vivint a Södertälje (al voltant d'un 35% de la població), i al voltant de 80.000 assiris vivint al comtat d'Estocolm. Són cristians que han fugit de la violència dels musulmans sunnites durant la Guerra d'Iraq. Sovint s'anomena a Södertälje "capital assíria"
La comunitat té 5 esglésies, 2 bisbes, 2 equips de futbol (l'Assyriska FF i el Syrianska FC), diverses botigues, associacions i la seu dels canals de televisió Suroyo TV iSuryoyo Sat.

## Economia
El fabricant de camions Scania té la seu a Södertälje. També és una de les centrals de la companyia farmacèutica AstraZeneca. El port de Södertälje és el segon de la regió d'Estocolm. El grup Volkswagen té el seu quarter general de Suècia ubicat a Södertälje.

## Esports
La ciutat té el Södertälje SK, un equip d'hoquei sobre gel, a la lliga superior sueca, la Elitserien, i juga els partits al Scaniarinken (AXA Sports Center). El 1974 i el 1977 es van fundar dos clubs de futbol, l'Assyriska FF i el Syrianska FC. Juguen al mateix camp, el Södertälje Fotbollsarena. En bàsquet, el Södertälje BBK és un dels millors equips del país, i fou el campió de Suècia al campionat 2004/2005.

## Geografia
La ciutat està situada a la badia del llac Mälaren. Abans del 600EC el llac estava connectat directament al mar. De mica en mica i degut a un ajustament postglacial es va anar separant. En l'actualitat torna a estar connectat amb el Mar Bàltic a través del canal de Södertälje, de 56 quilòmetres de llarg i amb una profunditat mínima de 6.1 metres.

### Clima
Södertälje, i la resta de la regió d'Estocolm, té un clima continental humit, d'acord amb la Classificació climàtica de Köppen i presenta quatre estacions. Degut a l'alta latitud nord de la ciutat, la quantitat d'hores de llum varia àmpliament de les 18 hores a mitjans d'estiu a només 6 hores en ple hivern. Tanmateix, degut a la influència del corrent del Golf, Södertälje té un clima més calent i assolellat en comparació amb altres localitats de la mateixa latitud. La ciutat gaudeix de 1.981 hores de sol anuals.
Els estius tenen una mitjana de temperatures màximes de 20-23 °C i mínimes d'uns 15 °C, però hi ha períodes amb onades de calor i molts dies amb temperatures superiors als 25 °C. Els hiverns són freds, tot i que de vegades poden ésser suaus amb temperatures que oscil·len entre els -3 °C i 1 °C, mentre que la primavera i la tardor acostumen a ésser frescos. Les precipitacions anuals són de 539mm amb nevades moderades tot l'any. La neu cau sobretot de Desembre a Març, però no acostuma a romandre per un període llarg.

## Fills il·lustres
- Björn Borg, jugador de tennis.
- Johan Edlund, guitarrista i vocalista de Tiamat.
- Nicklas Bergfors, jugador d'hoquei sobre gel.
- Catharina Elmsäter-Svärd, política sueca.